# Altaïr Ibn-LaʼAhad
Altaïr Ibn-La'Ahad (em árabe: الطائر ابن لا أحد, lit. ''O Pássaro, Filho de Ninguém'') é um personagem fictício da série de jogos eletrônicos Assassin's Creed da Ubisoft. Altaïr é um mestre assassino sírio que atua como protagonista dos jogos ambientados no final do século XII e início do século XIII. Ele aparece pela primeira vez como o personagem principal jogável do jogo Assassin's Creed original, que ocorre durante a Terceira Cruzada em 1191. Suas aparições posteriores incluem os spin-offs Assassin's Creed: Altaïr's Chronicles e Assassin's Creed: Bloodlines, que também o apresentam como protagonista, e as sequências Assassin's Creed II e Assassin's Creed: Revelations, nas quais ele pode ser jogado apenas durante certas sequências.
O personagem foi geralmente bem recebido, com elogios direcionados às habilidades de Altaïr como assassino e ao crescimento pessoal. No entanto, alguns criticaram sua falta de história no primeiro jogo, bem como o desempenho vocal de Philip Shahbaz. Ao lado de Ezio, ele é normalmente considerado o rosto da franquia e um de seus personagens mais populares, levando a vários crossovers fora da série Assassin's Creed.

## Biografia
Altaïr nasceu em 1165, filho de Umar Ibn-La'Ahad, um assassino árabe muçulmano, e sua esposa cristã, Maud, que morreu de complicações durante o parto. Umar foi mais tarde executado pelas forças de Saladino quando foi revelado que ele participou de uma missão desastrosa para assassinar o governante, que resultou na morte de Umar um nobre que o havia capturado. Ele se permitiu ser executado para salvar a vida de um companheiro assassino, Ahmad Sofian, que havia sido capturado e forçado a renunciar ao nome de Umar. A última coisa que Umar ouviu antes de sua morte foi a voz de seu filho chorando por ele. Mais tarde, Ahmad, incapaz de viver com a culpa de causar a morte de Umar, pediu desculpas a Altaïr antes de cometer suicídio na frente dele. O filho de Ahmad, Abbas, que era amigo de Altaïr, foi levado a acreditar que seu pai havia deixado a Ordem dos Assassinos, então, quando Altaïr acabou contando a ele o que realmente aconteceu, Abbas se recusou a acreditar nele e ficou ressentido por ele ter quebrado sua amizade.
Após a morte de seu pai, Altaïr foi levado por Al Mualim, o Mentor da Ordem dos Assassinos, que o criou e treinou no Castelo de Massiafe, o quartel-general dos Assassinos. Quando ele tinha 24 anos em 1189, Altaïr havia se tornado um Assassino habilidoso, mais talentoso do que a maioria de seus colegas, mas isso também o tornava extremamente arrogante. Um flashback de Assassin's Creed: Revelations mostra os eventos que levaram à promoção de Altaïr a Mestre Assassino. Em 1189, os Templários atacaram Massiafe e tomaram Al Mualim como refém, ajudados por um vira-casaca Assassino chamado Haras. Altaïr matou Haras e salvou Al Mualim, ganhando o respeito dele e dos outros Assassinos.
O spin-off de celular Assassin's Creed: Altaïr's Chronicles ocorre um ano depois disso, em 1190, e descreve a busca de Altaïr por um artefato chamado Cálice, que dizem ter o poder de encerrar a Terceira Cruzada. Durante sua jornada, ele descobre que "o Cálice" é na verdade uma mulher chamada Adha, a quem ele conheceu e por quem tinha sentimentos, e que os Templários também estão atrás dela. Embora Altaïr consiga matar o líder dos Templários, Lord Basilisk, ele é incapaz de impedir Adha de ser capturada e posteriormente executada pelos Templários. A morte de Adha enfureceu Altaïr, e ele jurou vingança contra todos os responsáveis e contribuiu ainda mais para sua arrogância.
Em 1191, durante os eventos do Assassin's Creed original, Altaïr é enviado em uma missão ao Templo de Salomão para recuperar um artefato dos Templários: a Maçã do Éden. A missão é um fracasso, e Altaïr arrogantemente quebra os princípios da Ordem acreditando-se acima dela, deixando seus companheiros Assassinos para enfrentar os Templários sozinhos após um confronto com o Grão-Mestre Templário, Robert de Sablé, resultando em um deles perdendo um braço e o outro sendo morto. Altaïr foge para Massiafe para relatar seu fracasso, mas é seguido, resultando no ataque de Massiafe pelos Templários. Os Assassinos são capazes de repelir seus inimigos, mas Al Mualim opta por punir Altaïr removendo-o de sua patente e enviando-o em uma missão para assassinar nove Templários na Terra Santa, um por um. Altaïr elimina com sucesso seus primeiros oito alvos, mas ao tentar matar o último, o próprio Robert, ele é enganado por uma isca: uma mulher chamada Maria Thorpe. Altaïr poupa Maria depois que ela revela que Robert está se reunindo com o Rei Ricardo I para negociar uma aliança entre os Cruzados e Sarracenos contra os Assassinos e, finalmente, mata Robert, frustrando seu plano. Antes de morrer, Robert revela que Al Mualim traiu os Assassinos e aliou-se aos Templários para obter a Maçã, para depois traí-los também a fim de ficar com a Maçã para si. Retornando a Massiafe, Altaïr é forçado a lutar por seus companheiros Assassinos sendo controlados pela Maçã antes de confrontar Al Mualim, que tenta usar ilusões para lutar contra ele, mas é finalmente derrotado. Com Al Mualim morto, Altaïr tenta destruir a Maçã, mas em vez disso desbloqueia um mapa que mostra a localização de outras Peças do Éden ao redor do mundo.
Em outro flashback em Assassin's Creed Revelations, imediatamente após a morte de Al Mualim, Altaïr crema seu corpo e decide assumir o cargo de Mentor da Ordem dos Assassinos, na esperança de consertar o dano que Al Mualim havia causado. No entanto, seu ex-amigo Abbas se opõe à ideia e rouba a Maçã de Altaïr, mas é incapaz de suportar seu poder, forçando Altaïr a recuperá-la antes que ela o mate. Depois disso, Altaïr convence seus companheiros Assassinos sobre sua habilidade de liderar a Ordem e é formalmente nomeado Mentor. Durante seu tempo à frente da Ordem, Altaïr tenta expandir sua influência ao fazer várias reformas importantes. Ele também apresenta novas técnicas de assassinato e modifica a arma marca registrada dos Assassinos, a Lâmina Oculta, para que possa dispersar o veneno e não exija mais o sacrifício do dedo anular do portador.
O jogo Assassin's Creed: Bloodlines para PlayStation Portable se passa cerca de um mês após o jogo original e leva Altaïr a Chipre para eliminar os últimos remanescentes dos Templários, que controlam a ilha. Ao longo do caminho, ele mais uma vez se cruza com Maria Thorpe; inicialmente sua prisioneira, ela lentamente se aquece com Altaïr e acaba ajudando-o em sua luta contra os Templários, tendo se desiludido com sua causa. No final do jogo, os dois se apaixonam e fazem planos de partir para a Índia. O relacionamento de Altaïr e Maria é explorado de forma mais completa no romance Assassin's Creed: A Cruzada Secreta, no qual eles se casam e têm dois filhos: Darim e Sef.
Após esses eventos, Altaïr começa a estudar a Maçã do Éden e registra suas descobertas em um jornal conhecido como Codex. Usando o conhecimento fornecido pela Maçã, ele cria um conjunto de armadura inquebrável, mas depois destrói as plantas usadas para sua criação, temendo que elas pudessem cair em mãos erradas. Em 1222, com o avanço do Império Mongol ameaçando a expansão da Ordem dos Assassinos, Altaïr viaja para Xingqing no Império Tangute, China com Maria, Darim e Qulan Gal para assassinar Gêngis Cã. Quando eles retornam a Massiafe dez anos depois, eles descobrem que Abbas usurpou o controle da Ordem e matou Sef, tendo incriminado o melhor amigo de Altaïr, Malik-Al Sayf, pelo ato e o prendido e posteriormente assassinado. Altaïr tenta se vingar usando a Maçã, mas Maria tenta impedi-lo, resultando em sua morte por um dos seguidores de Abbas. Depois disso, Altaïr é forçado a fugir de Massiafe com Darim e ir para um exílio auto-imposto.
Em Assassin's Creed Revelations, Altaïr, agora em seus 80 anos, retorna a Massiafe para recuperar o controle da Ordem dos Assassinos. Ganhando o apoio de seus companheiros Assassinos, ele confronta o idoso Abbas no Castelo de Massiafe e o mata com uma pequena arma montada em sua Lâmina Oculta. Depois de restaurar com sucesso a Ordem à sua antiga glória, Altaïr toma a decisão de dividi-la em "guildas" menores localizadas ao redor do mundo, com a ajuda de Niccolò e Matteo Polo. Ele também cria uma biblioteca sob o Castelo de Massiafe para armazenar seu conhecimento, que é selada por seis chaves contendo suas memórias. Em 1257, perto do fim de sua vida, ele dá cinco das chaves aos Polo para escondê-los, assim como seu Codex, para divulgar os ensinamentos da Ordem dos Assassinos. Depois de se despedir de Darim, Altaïr se fecha na biblioteca com a sexta chave e a Maçã do Éden e morre pacificamente aos 92 anos. Seus restos mortais são descobertos séculos depois, em 1512, pelo assassino italiano Ezio Auditore da Firenze. Nesse ponto, a biblioteca está vazia, exceto pelo esqueleto de Altaïr segurando a sexta chave e a Maçã, que Ezio opta por deixar para trás, tendo "visto o suficiente para uma vida".

## Outras aparições
- A roupa de Altaïr pode ser desbloqueada em todos os jogos de Assassin's Creed da linha principal desde Assassin's Creed II, com exceção de Syndicate e Odyssey. Em Assassin's Creed II, o próprio Altaïr é brevemente jogável durante uma sequência de flashback vivida por Desmond Miles, na qual ele é mostrado concebendo Sef com Maria. Em Assassin's Creed IV: Black Flag, nos dias atuais, uma análise de mercado da Abstergo Entertainment de Altaïr pode ser encontrada através de computadores hackeados. A Análise de Mercado revela que a Abstergo estava olhando para a possibilidade de usar Altaïr como um modelo para os programas de divulgação da Abstergo, mas encontrou seu hábito de desprezar seus tabus culturais (demonstrado por um vídeo dele queimando o corpo de Al Mualim) e passou a usar Altaïr em vez de se concentrar no seu companheiro Assassino, Abbas Sofian, cujo personagem eles acharam mais adequado para seus propósitos.
- Altaïr é um personagem jogável no jogo eletrônico Academy of Champions: Soccer.[9]
- No jogo eletrônico Metal Gear Solid 4: Guns of the Patriots, o personagem Solid Snake pode se disfarçar com a roupa de Altaïr.
- No jogo eletrônico Prince of Persia (2008), a roupa de Altaïr é desbloqueável para o Prince usar.
- A roupa de Altaïr também aparece no jogo eletrônico Rayman Raving Rabbids 2.
- No jogo eletrônico The Saboteur, o jogador pode obter um troféu de Altaïr.
- No jogo eletrônico The Witcher 2: Assassins of Kings, há um Easter egg que mostra um assassino morto (que se assemelha a Altaïr) em um palheiro.
- A roupa de Altaïr aparece como uma roupa para Noctis na DLC "Festival dos Assassinos" para Final Fantasy XV.
- A roupa de Altaïr aparece como uma roupa de lutador Mii Sword disponível via DLC para Super Smash Bros. Ultimate.
- A imagem de Altaïr foi usada para uma linha de rótulos de vinhos com o tema Assassin's Creed como parte de uma colaboração conjunta entre a Ubisoft e o enólogo Lot18 em 2018; o nome completo de sua gravadora é "2017 Altaïr Ibn-La’ahad Loire Valley IGP Cabernet Franc".[10]

## Recepção
O personagem de Altaïr foi geralmente bem recebido. Em 2008, The Age classificou Altaïr como o quarto maior personagem do Xbox de todos os tempos, declarando: "Nem todo mundo estava excessivamente apaixonado por Assassin's Creed, mas não temos nada além de respeito por seu protagonista... Se tudo sobre o jogo que ele habitou fosse tão polido e brilhante como ele, certamente teríamos nos sentido muito diferente sobre Assassin's Creed." A edição 2011 do Guinness World Records Gamer's Edition lista o personagem como o 30º personagem de jogo eletrônico mais popular. Ele foi eleito o nono personagem principal da década de 2000 pelos leitores da Game Informer.